# ألدايير باستو
ألدايير باستو (بالإسبانية: Aldair Basto)‏ هو لاعب كرة قدم مكسيكي في مركز الوسط، ولد في 17 أكتوبر 1990. لعب مع Venados F.C. ‏.